# 진원성
진원성(珍原城)은 전라남도 장성군 진원면 진원리에 있는, 해발 약 40m의 작은 봉우리에 있는 산성이다. 1984년 2월 29일 전라남도의 문화재자료 제112호로 지정되었다.

## 개요
장성군 진원면 해발 약 40m의 작은 봉우리에 있는 산성으로, 낮고 평평한 분지형의 두 봉우리를 연결하여 쌓았는데, 진원현의 현성(縣城)으로 전해진다.
성의 내벽은 경사지게 하여 성벽으로 이용하였는데, 이는 물빼기에 편리하도록 하기 위한 것으로 여겨진다. 『신증동국여지승람』에 길이 400척, 높이 2척이라고 기록되어 있는데, 지금 남아있는 성벽의 길이는 약 800m이다. 성 아래 비석거리에는 진원현감 최희설 등의 선정비 6기가 남아있다.
고려 명종(재위 1170년 ∼ 1197년) 때의 문인인 김극기가 지은 시에 진원성에 대한 언급이 있는 것으로 보아, 12세기 이전에 현성으로 쌓아서 정유재란으로 폐허되기 이전까지 고을을 다스린 성으로 보인다.

## 참고 자료
- 진원성 - 국가유산청 국가유산포털